# Teoria da decisão
Teoria da decisão (ou a teoria da escolha, que não deve ser confundida com a teoria da escolha racional) é o estudo das escolhas de um agente. A teoria da decisão pode ser dividida em dois ramos:
- a teoria da decisão normativa, que analisa os resultados das decisões ou determina as decisões ótimas dadas as restrições e suposições;
- e a teoria da decisão descritiva, que analisa como os agentes realmente tomam as decisões que tomam.

A teoria da decisão está intimamente relacionada ao campo da teoria dos jogos e é um tópico interdisciplinar, estudado por economistas, estatísticos, cientistas de dados, psicólogos, biólogos, cientistas políticos e outros cientistas sociais, filósofos e cientistas da computação.
As aplicações empíricas desta teoria são geralmente feitas com a ajuda de métodos estatísticos e econométricos.

## Normativa e descritiva
A teoria da decisão normativa preocupa-se com a identificação de decisões ótimas. Nela, a otimização é frequentemente determinada considerando um tomador de decisão ideal, que é capaz de calcular com perfeita precisão, sendo, em certo sentido, totalmente racional. A aplicação prática desta abordagem prescritiva (como as pessoas devem tomar decisões) é chamada de análise de decisão e visa encontrar ferramentas, metodologias e software (sistemas de apoio à decisão) para ajudar as pessoas a tomarem melhores decisões.
Em contraste, a teoria da decisão positiva ou descritiva preocupa-se com a descrição de comportamentos observados, muitas vezes sob a suposição de que os agentes de tomada de decisão estão se comportando de acordo com regras consistentes. Essas regras podem, por exemplo, ter uma estrutura processual (por exemplo, no modelo de eliminação por aspectos de Amos Tversky) ou uma estrutura axiomática (por exemplo, axiomas de transitividade estocástica), reconciliando os axiomas de Von Neumann-Morgenstern com violações comportamentais da hipótese de utilidade esperada, ou elas podem explicitamente dar uma forma funcional para funções de utilidade inconsistentes no tempo (por exemplo: Desconto quase hiperbólico de Laibson).
As prescrições ou previsões, sobre o comportamento que a teoria da decisão positiva produz, permitem testes adicionais do tipo de tomada de decisão que ocorre na prática. Nas últimas décadas, também tem havido um interesse crescente pela "teoria da decisão comportamental", contribuindo para uma reavaliação do que uma tomada de decisão útil requer.

## Tipos de decisões

### Escolha sob incerteza
A área de escolha sob incerteza representa o coração da teoria da decisão. Conhecida desde o século XVII (Blaise Pascal invocou em sua famosa aposta, que está contida em seus Pensées, publicada em 1670), a ideia de valor esperado é que, diante de uma série de ações, cada uma das quais poderia dar origem a mais de um resultado possível com diferentes probabilidades, o procedimento racional é identificar todos os resultados possíveis, determinar seus valores (positivos ou negativos) e as probabilidades que resultarão de cada curso de ação e multiplicar os dois para dar um "valor esperado", ou a expectativa média de um resultado; a ação a ser escolhida deve ser aquela que dá origem ao maior valor total esperado. Em 1738, Daniel Bernoulli publicou um artigo influente intitulado Exposição de uma nova teoria sobre a medição do risco, no qual ele usa o paradoxo de São Petersburgo para mostrar que a teoria do valor esperado deve estar normativamente errada. Ele dá um exemplo em que um comerciante holandês está tentando decidir se segura uma carga enviada de Amsterdã a São Petersburgo no inverno. Em sua solução, ele define uma função de utilidade e calcula a utilidade esperada em vez do valor financeiro esperado.
No século XX, o interesse foi reacendido pelo artigo de Abraham Wald de 1939, apontando que os dois procedimentos centrais da teoria estatística baseada na distribuição de amostras, ou seja, o teste de hipóteses e a estimativa de parâmetros, são casos especiais do problema de decisão geral. O artigo de Wald renovou e sintetizou muitos conceitos da teoria estatística, incluindo funções de perda, funções de risco, regras de decisão admissíveis, distribuições de antecedentes, procedimentos Bayesianos e procedimentos minimax. A própria frase "teoria da decisão" foi usada em 1950 por EL Lehmann.
O renascimento da teoria da probabilidade subjetiva, a partir do trabalho de Frank Ramsey, Bruno de Finetti, Leonard Savage e outros, estendeu o escopo da teoria da utilidade esperada para situações em que probabilidades subjetivas podem ser usadas. Na época, a teoria da utilidade esperada de von Neumann e Morgenstern provou que a maximização da utilidade esperada seguia de postulados básicos sobre o comportamento racional.
O trabalho de Maurice Allais e Daniel Ellsberg mostrou que o comportamento humano tem desvios sistemáticos e às vezes importantes da maximização da utilidade esperada. A teoria da perspectiva de Daniel Kahneman e Amos Tversky renovou o estudo empírico do comportamento econômico com menos ênfase nos pressupostos da racionalidade. Ele descreve uma maneira pela qual as pessoas tomam decisões quando todos os resultados apresentam um risco. Kahneman e Tversky encontraram três regularidades - na tomada de decisão humana real, "as perdas são maiores do que os ganhos"; as pessoas se concentram mais em mudanças em seus estados de utilidade do que em utilidades absolutas; e a estimativa de probabilidades subjetivas é severamente enviesada pela ancoragem.

### Escolha intertemporal
A escolha intertemporal se preocupa com o tipo de escolha em que diferentes ações levam a resultados que são realizados em diferentes estágios ao longo do tempo. Também é descrito como tomada de decisão de custo-benefício, pois envolve a escolha entre recompensas que variam de acordo com a magnitude e o tempo de chegada. Se alguém recebesse um lucro inesperado de vários milhares de dólares, poderia gastá-lo em umas férias caras, dando-lhe prazer imediato, ou poderia investi-lo em um plano de aposentadoria, dando-lhe uma renda em algum momento no futuro. Qual é a melhor coisa a fazer? A resposta depende parcialmente de fatores como as taxas de juros e inflação esperadas, a expectativa de vida da pessoa e sua confiança no setor de previdência. No entanto, mesmo com todos esses fatores levados em consideração, o comportamento humano novamente se desvia muito das previsões da teoria da decisão prescritiva, levando a modelos alternativos nos quais, por exemplo, taxas de juros objetivas são substituídas por taxas de desconto subjetivas.

### Interação dos tomadores de decisão
Algumas decisões são difíceis devido à necessidade de levar em consideração como outras pessoas na situação responderão à decisão tomada. A análise de tais decisões sociais é mais frequentemente tratada sob o rótulo de teoria dos jogos, em vez de teoria da decisão, embora envolva os mesmos métodos matemáticos. Do ponto de vista da teoria dos jogos, a maioria dos problemas tratados na teoria da decisão são jogos de um só jogador (ou o jogador solo é visto como jogando contra uma situação de fundo impessoal). No campo emergente da engenharia sócio-cognitiva, a investigação está especialmente focada nos diferentes tipos de tomada de decisão distribuída nas organizações humanas, em situações normais e anormais / de emergência / crise.

### Decisões complexas
Outras áreas da teoria da decisão estão preocupadas com decisões que são difíceis simplesmente por causa de sua complexidade ou da complexidade da organização que deve tomá-las. Os indivíduos que tomam decisões são limitados em recursos (isto é, tempo e inteligência) e, portanto, são extremamente racionais; a questão é, portanto, mais do que o desvio entre o comportamento real e o ótimo, a dificuldade de determinar o comportamento ótimo em primeiro lugar. Um exemplo é o modelo de crescimento econômico e uso de recursos desenvolvido pelo Clube de Roma para ajudar os políticos a tomar decisões na vida real em situações complexas. As decisões também são afetadas pelo fato de as opções serem enquadradas em conjunto ou separadamente; isso é conhecido como viés de distinção.

## Heurística
Heurística na tomada de decisão é a capacidade de tomar decisões com base em pensamentos injustificados ou rotineiros. Embora seja mais rápido do que o processamento passo a passo, o pensamento heurístico também tem maior probabilidade de envolver falácias ou imprecisões. O principal uso das heurísticas em nossas rotinas diárias é diminuir a quantidade de pensamento avaliativo que realizamos ao tomar decisões simples, tomando-as com base em regras inconscientes e focando alguns aspectos da decisão, enquanto ignoramos outros. Um exemplo de um processo de pensamento comum e errôneo que surge por meio do pensamento heurístico é a Falácia do Jogador - acreditar que um evento aleatório isolado é afetado por eventos aleatórios isolados anteriores. Por exemplo, se uma moeda é jogada e se obtém coroa por algumas jogadas, a probabilidade de se ter resultado igual será a mesma; no entanto, parece mais provável, intuitivamente, que irá se obter cara em breve. Isso ocorre porque, devido ao pensamento rotineiro, a pessoa desconsidera a probabilidade e se concentra na proporção dos resultados, o que significa que se espera que, no longo prazo, a proporção de jogadas seja a metade para cada resultado. Outro exemplo é que os tomadores de decisão podem tender a preferir alternativas moderadas às extremas; o Efeito de Compromisso opera sob a mentalidade de que a opção mais moderada traz o maior benefício. Em um cenário de informação incompleta, como na maioria das decisões diárias, a opção moderada parecerá mais atraente do que qualquer um dos extremos, independentemente do contexto, com base apenas no fato de que possui características que podem ser encontradas em qualquer um dos extremos.

## Alternativas
Uma questão altamente debatida é se alguém pode substituir o uso da probabilidade na teoria da decisão por outras alternativas.

### Teoria da probabilidade
Os então defensores do uso da teoria da probabilidade apontam para:
- o trabalho de Richard Threlkeld Cox para a justificação dos axiomas de probabilidade;
- os paradoxos do livro holandês de Bruno de Finetti como ilustrativos das dificuldades teóricas que podem surgir de desvios dos axiomas de probabilidade;
- os teoremas de classe completos, que mostram que todas as regras de decisão admissíveis são equivalentes à regra de decisão Bayesiana para alguma função de utilidade e alguma distribuição anterior (ou para o limite de uma sequência de distribuições anteriores). Assim, para toda regra de decisão, ou a regra pode ser reformulada como um procedimento bayesiano (ou um limite de uma sequência de tal), ou existe uma regra que às vezes é melhor e nunca pior.

### Alternativas para a teoria da probabilidade
Os proponentes da lógica difusa, da teoria das possibilidades, da cognição quântica, da teoria de Dempster-Shafer e da teoria da decisão de fenda da informação sustentam que a probabilidade é apenas uma das muitas alternativas, e apontam para muitos exemplos onde alternativas não padronizadas foram implementadas com aparente sucesso; notavelmente, a teoria da decisão probabilística é sensível a suposições sobre as probabilidades de vários eventos, enquanto as regras não probabilísticas, como o minimax, são robustas, pois não fazem tais suposições.

### Falácia lúdica
Uma crítica geral à teoria da decisão baseada em um universo fixo de possibilidades é que ela considera os "desconhecidos conhecidos", não os "desconhecidos desconhecidos": concentra-se nas variações esperadas, não nos eventos imprevistos, que alguns argumentam ter um impacto desproporcional e devem ser considerados - eventos significativos podem ser "fora do modelo". Essa linha de argumentação, chamada de falácia lúdica, é que existem imperfeições inevitáveis na modelagem do mundo real por meio de modelos específicos e que a confiança inquestionável nos modelos cega os limites.